# Doma (Nigéria)
Doma é uma cidade e área de governo local da Nigéria situada no estado de Nassaraua. Possui área de 2 714 quilômetros quadrados e segundo censo de 2006 havia 139 607 habitantes. Seu atual representante na câmara pelo CTP é Shuaibe Hashimu Abdullahi.

## História

### Tradição
A tradição local diz que Aragô e Jucum assentaram-se em Cuararafa de onde migraram para Damagudu, Oturcpo e então Idá. Em Idá, disputas pela sucessão do trono forçaram-os a retornar via Macurdi sob seu chefe, Andoma, de quem deriva o nome Doma, o nome do assentamento por deles fundado cerca de 1232. Andoma tinha um irmão mais jovem chamado Queana que ele nomeou barde (chefe de guerra) em Doma e enviou para investigar estórias sobre poços de sal situados a quatro dias de sua capital. Queana encontrou os poços e o sal que descobriu era tão bom que eram grandes as chances de poder enriquecer com ele de modo que decidiu ficar e fundar uma cidade que batizou com seu nome. Furioso pela insubordinação de seu irmão, Andoma marchou contra Queana.
Em uma das versões da estória, quando o tempo de combater chegou, seus soldados se recusaram a lutar contra seus amigos e parentes. Andoma então amaldiçoou-os, chamando-os aragogo, alcunha pela qual a tribo é hoje conhecida. Outra versão diz que Andoma não tentou lutar. Tudo que fez foi tentar destruir a fonte do orgulho do irmão. Nessa versão aragogo, corruptela de ilagogo (nosso discurso deve ser diferente), foi dito por Andoma após seus homens pisarem nas fontes. Sua ação seguinte foi tentar fechar a fonte. Criou uma cobertura de ferro com a qual cobriu a fonte, mas ao não fazer os sacrifícios necessários, a água salgada explodiu a cobertura. Andoma aceitou isso como um presságio da fúria dos deuses e retornou para Doma.

### Período colonial
No fim do século XIX, o Califado de Socoto aliou-se com os pequenos emirados da atual Nigéria e ocasionalmente fez alianças com a elite convertida de Doma e Queana. Com a conclusão da conquista britânica em 1903, estabeleceu-se o Emirado de Lafia dentro do qual os alagôs de Doma e Queana, os egons, os guandaras e tives foram dispostos em distritos e colocados sob autoridade emiral.